# کنه‌های سفت
کنه‌های سفت یا کنه‌های سخت (نام علمی: Ixodidae) نام یک خانواده از راستهٔ کنه است. تاکنون بیش از ۶۵۰ گونه از کنه‌های سفت در ۱۳ سرده شناسایی و نام‌گذاری شده‌اند. کنه‌های این خانواده دارای پراکندگی جهانی و تنوع بیشتر نسبت به کنه‌های نرم هستند. در ایران شش سرده و حداقل ۱۷ گونه کنهٔ سخت وجود دارد؛ که اکثراً می‌توانند باعث بروز فلج در حیوانات و گاهی در انسان نیز بشوند.

## ریخت‌شناسی
اکثراً دارای بدنی بیضی شبیه به O هستند اندازهٔ آن‌ها متغیر و بسته به مرحلهٔ گرسنگی و خون‌خواری ابعادی در حدود ۳ تا ۲۳ میلی‌متر دارند. پوست یا کوتیکول از صفحات کتینی سخت و متصل به هم تشکیل شده که هر کدام دارای اسامی و شکل خاصی هستند و در تشخیص گونه‌ها دارای اهمیت هستند. کنه‌های سخت دارای یک صفحهٔ پشتی محکم و نرمش‌ناپذیر به نام سپرچه (Scutum) هستند که در کنه‌های نابالغ و کنه‌های ماده کوتاه بوده. به نیمهٔ بدن نمی‌رسد ولی در نرهای بالغ تمام سطح پشتی بدن را می‌پوشاند؛ و تشخیص نر و ماده این کنه‌ها به کمک صفحه پشتی صورت می‌گیرد.

## زیست‌شناسی
کنه‌های سخت نیز مثل سایر کنه‌سانان دارای دگردیسی ساده بوده و در تمام مراحل زندگی پس از جنینی خون‌خوار هستند. این کنه‌ها دارای یک مرحلهٔ لاروی با سه جفت پا و فقط یک مرحلهٔ نمفی مشخص هستند و در هر مرحله یک خون‌خواری انجام می‌دهند؛ بنابراین در چرخهٔ زندگی خود اکثراً دارای دو پوست‌اندازی و سه خون‌خوراکی هستند. کنه‌های ماده فقط یک بار تخم‌ریزی کرده و پس از آن از بین می‌روند.

## اهمیت پزشکی
کنه‌های سفت به دلیل داشتن بزاق سمی و گزش طولانی قادر به فلج کردن میزبان هستند به خصوص اگر کنه در مسیر اعصاب مرکزی در ستون مهره‌ها یا گردن متصل باشد که در این صورت می‌تواند باعث انحراف گردن و فلج بخش‌هایی از بدن شود. به این حالت فلج کنه‌ای گفته می‌شود. گاهی فلج به اندام‌های مجاور منتشر می‌شود که به آن فلج بالارونده گفته می‌شود. در صورت انتشار فلج به قلب عوارض خطرناک قلبی و حتی مرگ ایجاد می‌شود.
کنه‌های سخت ناقل چندین بیماری به انسان هستند که مهم‌ترین آن‌ها شامل بیماری لایم است. از بیماری‌های ویروسی منقله می‌توان به بیماری جنگلی کیاسانور، تب خونریزی‌دهندهٔ کریمه-کنگو، تب کنه‌ای کلرادو و آنسفالیت‌های منتقله توسط کنه اشاره کرد. بیماری تولارمی و تب کیو نیز ممکن است توسط کنه‌ها منتقل شوند.